# پناهگاه اشگفت سرقلاع
پناهگاه اشگفت سرقلاع مربوط به دوران پارینه سنگی جدید و فراپارینه سنگی است و در شهرستان خرم‌آباد، بخش پاپی، دهستان سپیددشت، شمال روستای ایروه واقع شده و این اثر در تاریخ ۸ بهمن ۱۳۸۵ با شمارهٔ ثبت ۱۷۰۰۳ به عنوان یکی از آثار ملی ایران به ثبت رسیده است.